# Lower Woodcott
Lower Woodcott – wieś w Anglii, w hrabstwie Hampshire, w dystrykcie Basingstoke and Deane. Leży 26 km na północ od miasta Winchester i 90 km na zachód od Londynu.